# قرص الغراب
الرَّبَل أو قُرْص الغراب هو في الغالب جنس استوائي من الشجيرات والجنبات البرية والتزينية في الفصيلة الفوية. بدءًا من فبراير ٢٠٢٢ يسرد نباتات العالم على الإنترنت ما مجموعه 112 نوعًا مقبولًا في الجنس. تكثر في الأراضي الرطبة. تكثر في المناقع وعلى ضفاف الأنهار. يستخرج من ثمارها صباغ أزرق فاخر الصنف.